# Токугава Хидэтада
Токугава Хидэтада (яп. 徳川 秀忠, 30 июля 1579 — 14 марта 1632) — 2-й сёгун сёгуната Токугава с 1605 по 1623 год. Сын Токугавы Иэясу, основателя и первого сёгуна из рода Токугава.

## Биография

### Молодые годы
Токугава Хидэтада родился 2 мая 1579 года в замке Хамамацу провинции Тотоми. Он был третьим сыном Токугавы Иэясу, даймё провинций Микава и Тотоми. Матерью мальчика была наложница, госпожа О-Ай из рода Сайго (госпожа Ходай). В детстве Хидэтаду называли Нагамацу, а впоследствии — Такетиё.
После гибели старшего брата Токугавы Нобуясу, Хидетада стал основным наследником своего отца, следующим главой рода Токугава. В 1587 году он получил от Императорского двора 5-й младший чиновничий ранг и должность Главы императорских кладовых (яп. 蔵人頭, くろうどのかみ [kuɾoːdo no kamʲi̥]).
В 1590 году Хидэтада выехал из провинции в столицу Киото на аудиенцию к объединителю Японии Тоётоми Хидэёси. В столице он прошёл церемонию совершеннолетия и выбрал имя Хидэтеда, взяв себе иероглиф «Хидэо» из имени Хидэёси. Императорский двор даровал юноше 4-й младший ранг и должность Слуги Императора (яп. 侍従, じじゅう [d͡ʑid͡ʑuː]). В следующем году Хидэтада получил титул Младшего генерала императорской гвардии (яп. 少将, しょうしょう [ɕoːɕoː]) и 4-й старший ранг, а в 1592 году — 3-й младший ранг и должность Временного среднего государственного советника (яп. 権中納言, ごんちゅうなごん [goɴ t͡ɕuːnagoɴ]).
В 1595 году Хидэтада женился на Ого, дочери Адзаи Нагамасы, племяннице Оды Нобунаги. От их брака родилось 2 сыновей и 5 дочерей.

### Сэкигахара
В 1600 году Хидэтада отправился с войском против Уэсуги Кагэкацу, даймё северо-восточной оконечности Айдзу, во время противостояния даймё после смерти Хидэёси. В городке Ояма провинции Симоцукэ он узнал, что союзник его врага — Исида Мицунари, глава рода Тоётоми, поднял войска в Западной Японии. Хидэтада остановил поход и вместе с отцом, Токугавой Иэясу двинулся на запад. По договорённости Иэясу выбрал прибрежный путь Токайдо, а сын — Межгорный путь.
По дороге Хидэтада натолкнулся на сопротивление местного даймё Санады Масаюки, хозяина замка Уэда, в провинции Синано. После нескольких безуспешных дней штурма в штаб Хидэтады прибыл посланник от Иэясу, который принёс весть о начале решающей битвы при Сэкигахара. Хидэтада бросил замок и быстро двинулся на помощь, но опоздал к битве. Отец сильно отругал сына и простил его только по просьбе союзных даймё.
30 апреля 1601 года Хидэтада получил от Императорского двора 2 -й младший ранг и должность Временного дайнагона. 23 марта 1603 года, в связи с назначением его отца сёгуном Японии, он был удостоен титулов Генерала Правой Императорской гвардии (яп. 右近衛大将, みぎこのえたいしょう [mʲigʲi kono.e taiɕoː]) и Главы Правого управления императорских конюшен (яп. 右馬寮御監　うめりょうぎょうかん [umeɾʲoː gʲoːkaɴ]). В этом же году дочь Хидэтады, Сенхимэ, была выдана замуж за Тоётоми Хидэёри, хозяина замка в Осаке и сына покойного Хидэёси.

### Сёгун

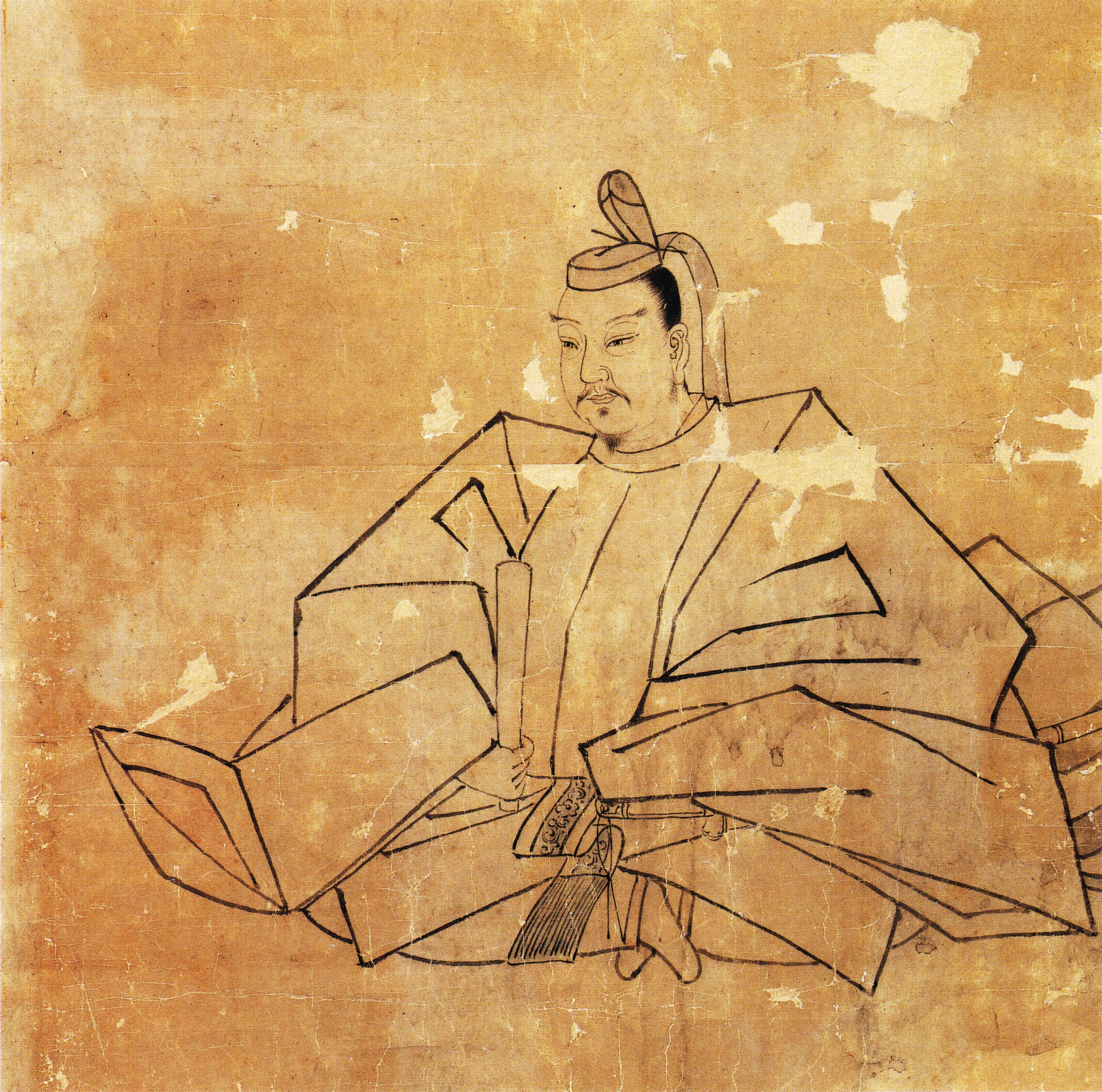
Портрет Токугавы Хидэтады школы Кано.

12 апреля 1605 года Хидэтада отправился в Киото из родового замка Эдо в сопровождении стотысячного войска и 28 апреля прибыл в столицу. 24 мая Иэясу передал сыну должность сёгуна и председательство в роде Токугава. 2 июня Императорский двор утвердил Хидэтаду сёгуном и одновременно предоставил титулы Старшего рода Минамото, главы образовательных центров Дзюннаин и Сёгакуин, а также министра печати 2-го старшего ранга. Кроме этого, ему были подарены аристократическая карета, запряжённая быками и вооружённая охрана.
24 октября 1606 года сёгун Хидэтада вернулся к своей перестроенной и расширенной резиденции в замке Эдо. 28 июля 1607 года он принял корейское посольство доброй воли, прибывшего с целью заключения мирного договора после имджинской войны. В следующем году сёгун дал разрешение роду Симадзу осуществить поход на Государство Рюкю.
Хотя Хидэтада занимал пост главы сёгуната, реальная власть в стране принадлежала его отцу — дайдзё тэнно Токугаве Иэясу. Полномочия сына ограничивались управлением в землях Восточной Японии и формальным утверждением решений, принятых дайдзё тэнно в замке Сумпу.
17 апреля 1614 года Императорский двор повысил Хидэтаду до удайдзина 1-го младшего ранга. В этом же году, вместе с отцом он участвовал в зимней Осакской кампании, а в следующем — в летней Осакской кампании, которые завершились самоубийством Тоётоми Хидэёри и ликвидацией вражеского для Токугава рода Тоётоми.
14 мая 1615 года, после смерти отца, Хидэтада стал полноправным правителем Японии и начал строительство собственного авторитарного правительства. В этом же году он издал «Законы о военных домах», ограничивавшие права даймё и закреплявшие за сёгунатом статус главного арбитра всей самурайской прослойки. В 1619 году, под предлогом нарушения этих «законов», сёгун конфисковал владения Фукусимы Масанори, руководителя автономного удела княжества Хиросима, а также земли ещё 41 ненадёжного даймё, преимущественно главных вассалов покойного отца, таких как Хонда Масадзуми. Для ослабления центробежных тенденций правительство вынуждало даймё участвовать в изнурительных работах по укреплению замков Эдо и Осаки.
Впоследствии Хидэтада принял законы, которые ограничивали политические и имущественные права Императорского двора, столичной аристократии и духовенства. В 1620 году он выдал свою дочь Кадзуко за наследника Императорского престола, а в 1627 году, в результате инцидента с пурпурной одеждой, добился отставки Императора Го-Мидзуноо и передал императорский трон своей молодой внучке, будущей Императрице Мэйсё.
В области международной политики Хидэтада начал курс изоляции Японии от Запада, получившей название «сакоку». Европейцам запрещалось торговать в Японии за исключением городов Нагасаки и Хирадо. Был наложен полный запрет на импорт иностранного оружия и пиратство в японских прибрежных водах. Хидэтада продолжил репрессивную политику по отношению к христианству, начатую его отцом в 1612 году.

### Дайдзё тэнно
23 августа 1623 года Хидэтада передал должность сёгуна своему сыну Иэмицу и принял титул дайдзё тэнно. Он оставил за собой основные рычаги власти и перенёс свою резиденцию в Западный двор замка Эдо. Управление государственными делами Хидэтада поручил Дойи Тосикацу.
8 октября 1626 года Императорский двор пожаловал Хидэтаде 1-й младший ранг и даровал высший пост Дайдзё-дайдзин.
14 марта 1632 года Токугава Хидэтада умер в Западном дворе замка Эдо в возрасте 52 лет. Его похоронили в монастыре Дзодзёдзи в городе Эдо (район Минато в Токио).
В японской историографии периода Эдо Хидэтада описывался как очень честный, но слабый духом воин. Он любил цветы — камелию и пион и увлекался чайной церемонией. На фоне прославленных Токугавы Иэясу и Токугавы Иэмицу, Хидэтада выглядел как посредственный политик. Этот негативный образ был пересмотрен новейшими историками. Именно Хидэтада заложил законодательную базу сёгуната Токугава, определив политико-социальную модель страны на следующие два с половиной века.